# حساب التنمية الفردية
حساب التنمية الفردية هو عبارة عن أداة لبناء الأصول، مصممة لتمكين الأسر ذات الدخل المنخفض من الادخار للمبلغ المستهدف الذي يستخدم عادة لبناء الأصول التي تتجسد بملكية المنازل والتعليم ما بعد المرحلة الثانوية وملكية الأعمال الصغيرة. تعمل حسابات التنمية الفردية من حيث المبدأ كحسابات ادخار متماثلة تكمل مدخرات الأسر المنخفضة الدخل بأموال مطابقة مستمدة من مجموعة متنوعة من المصادر الخاصة والعامة.
ركز صانعو السياسات المناهضة للفقر بشكل تقليدي على قضايا الدخل والاستهلاك، وبرزت رؤية موسعة للتخفيف من حدة الفقر في السنوات الأخيرة، وهي رؤية تشجع المدخرات والاستثمار وتراكم الأصول جنبًا إلى جنب مع (وليس بدلًا من) برامج مكافحة الفقر التقليدية. تلعب الأصول دورًا حيويًا في التخفيف من وطأة الفقر، ليس فقط من خلال توفير الأمن الاقتصادي، بل التوجه النفسي أيضًا الذي يشجع الأسر المنخفضة الدخل على الادخار والتخطيط للمستقبل.
اقترح مايكل شيرادين في كتابه «الأصول والفقراء: سياسة رفاهية أمريكية جديدة» عام1991 إنشاء حسابات ادخار فردية للفقراء. تدعو هذه الحسابات الحكومة والقطاع الخاص لربط مساهمات الأفراد في حسابات التنمية الفردية كوسيلة لتشجيع المدخرات وكسر دائرة الفقر. جادل شيرادين في حاجة تراكم الأصول والادخار إلى هياكل وحوافز مؤسسية، وبأن سياسات التنمية القائمة على الأصول يمكن أن يكون لها آثار نفسية واجتماعية واقتصادية. اعتمدت حسابات التنمية الفردية بموجب التشريعات الفيدرالية للولايات المتحدة منذ ذلك الحين من خلال قانون مصالحة المسؤولية الشخصية وفرصة العمل لعام 1996، وفي أكثر من 40 ولاية في البلاد. توجد أدلة على برامج حساب التنمية الفردية أيضًا خارج الولايات المتحدة القارية وخاصة في هاواي وأفريقيا جنوب الصحراء الكبرى.

## كيفية عمل حسابات التنمية الفردية
تقدم معظم حسابات التنمية الفردية من خلال البرامج التي تتضمن شراكات بين المنظمات غير الربحية المحلية، وتسمى أيضًا الجهات الراعية لبرنامج حساب التنمية الفردية والمؤسسات المالية. يرعى برنامج حساب التنمية الفردية المشاركين في البرنامج ويوفر دروس محو أمية مالية. يقدمون أيضًا المشورة والتدريب لممارسات الادخار الفعالة وإدارة الأموال. يحتاج رعاة برنامج حساب التنمية الفردية إلى التأكد من أن المشاركين يستوفون بعض المعايير التي تحددها المؤسسة لتطوير المؤسسات عند التوظيف على النحو التالي:
- الدخل: تحدد معظم برامج حساب التنمية الفردية الحد الأقصى لمستوى دخل الأسرة لاستحقاق الحساب. يمكن أن تتراوح مستويات الدخل القصوى المؤهلة من %200 من مستوى الفقر إلى %80 من متوسط الدخل في المنطقة بناء على راعي البرنامج.[1]
- الأرباح: يعد مصدر المدخرات معيارًا دليلًا آخر. تتطلب العديد من برامج حساب التنمية الفردية أن يأتي كل أو جزء من المدخرات المتراكمة خلال البرنامج من الدخل المكتسب. يعرف هذا عادة على أنه الدخل الذي يأتي من شيك الراتب، وتعتبر الرعاية الاجتماعية، أو الإعاقة، أو الضمان الاجتماعي، أو شيكات البطالة أرباحًا أيضًا. تعد الأموال التي تقدم كهدية مثالًا على مصدر الدخل غير المؤهل.
- القيمة الصافية: تأخذ بعض برامج حساب التنمية الفردية أصول الأسرة بعين الاعتبار مثل السيارة والمنزل والمدخرات وما إلى ذلك عند تحديد استحقاق حساب التنمية الفردية، وذلك إلى جانب النظر في الحد الأقصى لدخل الأسرة.

يختلف عدد معايير الاستحقاق المستخدمة من قبل راعي برنامج حساب التنمية الفردية ومصادر تمويلها. يفتح المشاركون حسابات التنمية الفردية مع المؤسسة المالية الشريكة ويبدؤون في إنشاء ودائع عندما يكونون مستعدين لذلك. عادة ما يقدم أصحاب الحسابات مساهمات شهرية للحساب، وعادة ما يحصل ذلك خلال فترة تتراوح من سنة إلى أربع سنوات، وتطابق مدخراتهم بالتبرعات بشكل كلي بمعدل يتراوح بين 1:1 إلى 1:3.
تأتي أموال التطابق لحساب التنمية الفردية من العديد من الأماكن المختلفة مثل الوكالات الحكومية أو الشركات الخاصة أو الكنائس أو الجمعيات الخيرية المحلية. يمكن لأي فرد أو مؤسسة أو عمل أن يساهم بأموال متطابقة في حساب التنمية الفردية. يمكن للمانحين الحصول على خصم ضريبي للمساهمات في حساب التنمية البشرية في معظم الحالات، ويعترف بهم أيضًا لمساعدة الآخرين في مجتمعهم. يتلقى المشاركون في حساب التنمية الفردية في كل شهر تقريرًا يخبرهم عن مقدار الأموال المتراكمة في الحساب، وهو مبلغ من مدخراتهم الفردية والأموال المتطابقة والفائدة. لا تختلط الودائع الفردية والمطابقة أبدًا، ويحتفظ بجميع الأموال المطابقة في حساب مستقل متوازي.

## هدف
يكافئ حساب التنمية الفردية المدخرات الشهرية للعائلات الفقيرة العاملة في ثلاث حالات:
- العائلة التي تحاول شراء منزلها الأول
- متابعة التعليم بعد المرحلة الثانوية
- بدء أو توسيع الأعمال التجارية الصغيرة.

تسمح بعض برامج حساب التنمية البشرية للمشاركين أيضًا بالتوفير للإصلاحات المنزلية أو أجهزة الكمبيوتر أو السيارات أو التقاعد.

### شراء المنزل الأول
تمثل ملكية المنازل بشكل عام الاستقرار والتقدم المالي لأنها وسيلة مهمة للادخار وتراكم الأصول. يمكن أن تكون ملكية المنازل في الولايات المتحدة خطوة رائدة نحو تحقيق الحلم الأمريكي. يمكن أن يساعد حساب التنمية الفردية المشاركين على تحقيق هدفهم المتمثل في امتلاك المنازل من خلال التشجيع على الادخار، وتوفير الأموال المتطابقة للتغلب على نقص الدخل والثروة السائلة اللازمة لتوفير الدفعة المقدمة، أو دفع تكاليف إغلاق السكن. أظهرت دراسة حديثة أن احتمال امتلاك أسرة ما للبيت يزيد بنسبة %41 عن طريق الحصول على 1000 دولار فقط من الثروة السائلة، وذلك حتى إن لم تؤد مدخرات حساب التنمية الفردية إلى شراء مبلغ كامل، وهو هدف ممكن في إطار برنامج حساب التنمية الفردية.

### متابعة التعليم بعد المرحلة الثانوية
يمكن أن يؤثر الوصول إلى التعليم بعد المرحلة الثانوية بشكل إيجابي على الوضع الاقتصادي للشخص، وعلى قدرات التفكير النقدي. يمكن أن يوفر التعليم طريقًا للخروج من الفقر ونحو الحراك الاجتماعي بالنسبة للأسر ذات الدخل المنخفض. يمكن أن توفر مدخرات حساب التنمية الفردية هدف التعليم بعد المرحلة الثانوية. يعتبر هذا مهمًا بشكل خاص للأمهات العازبات ذوات الدخل المحدود، واللائي يؤدي حصولهن على التعليم بعد المرحلة الثانوية إلى كسر دائرة الفقر بين الأجيال، وذلك في الوقت الذي يمكن فيه تهميش فرصهن في الحصول على مثل هذا التعليم من خلال التشريعات الفيدرالية مثل قانون مصالحة المسؤولية الشخصية وفرصة العمل لعام 1996. يوفر حساب التنمية الفردية وسيلة للاستثمار في مستقبل أكثر ازدهارًا بالنسبة لهؤلاء النساء والعديد من المجتمعات ذات الدخل المنخفض.

### بدء أو توسيع الشركات الصغيرة
تشير البيانات إلى أنه مقابل كل زيادة بنسبة نقطة مئوية واحدة في معدل تنظيم الأعمال في الدولة، يوجد انخفاض بنسبة %2 في معدل الفقر. يمثل تنظيم الأعمال خطوة أخرى نحو الحد من الفقر، إذ يمكن أن يلعب حساب التنمية الفردية دورًا مفيدًا. يقول ستيفن سليفنسكي كبير الاقتصاديين في معهد جولد ووتر أن البيانات في جميع أنحاء الولايات المتحدة تظهر أن زيادة في معدل تنظيم الأعمال في ولاية ما بنسبة %1، أدى إلى انخفاض بنسبة %2 في معدل الفقر بين عامي 2001 و2007.
إن لبدء الأعمال التجارية الصغيرة والتوسع سجل حافل بالنجاح في مساعدة الأفراد مثل متلقي الرعاية الاجتماعية والأشخاص ذوي الإعاقة والمهاجرين واللاجئين، وكذلك الجناة السابقين العائدين إلى أسرهم ومجتمعاتهم. يمكن أن توفر المدخرات المتطابقة من حساب التنمية الفردية رأس المال الأساسي و/أو التمويل لمزيد من التوسع لمثل هذه الشركات القائمة والمساعدة في التخفيف من حدة الفقر.

## تأثير
إن أول دراسة منهجية لحساب التنمية الفردية كانت مظاهرة الحلم الأمريكي، وهي مظاهرة وطنية لحسابات التنمية الفردية تمولها مؤسسة تطوير المشاريع ومركز التنمية الاجتماعية الذي استمر من عام 1997 إلى عام 2003. أسفرت هذه الدراسة حتى الآن عن تقريرين رئيسيين، الأول هو ضمان الادخار في مظاهرة الحلم الأمريكي التي نشرت عام 2002، وتقييم مظاهرة الحلم الأمريكي التي نشرت في أغسطس من عام 2004. تظهر البيانات والتقييمات الواردة من هذه التقارير تأثيرًا إيجابيًا كبيرًا على الرفاهية الاقتصادية والاجتماعية والنفسية للمشاركين.

### تأثير اجتماعي
تتمثل أحد الأهداف المحتملة لبناء الأصول في ربط السكان والشركات والمؤسسات ببعضهم البعض والاقتصاد الرئيسي. إن امتلاك أصول كتلك التي أصبحت متوفرة من خلال حسابات التنمية الفردية يمنح الفرد المزيد من الثروة، بالإضافة إلى الدخل المتاح. يستفيد المجتمع من القوة الشرائية المتزايدة بين السكان، والتي قد تجذب شركات جديدة أو تزيد من معدلات ملكية المنازل.
يمكن أن يلعب حساب التنمية الفردية دورًا مهمًا في تعزيز الاندماج الاجتماعي. كان هناك قلق متزايد بشأن مستوى التهميش الذي تعيشه حاليا الفئات الضعيفة والتوزيع غير المتكافئ للثروة في العقود القليلة الماضية. يمكن الاستقرار الاقتصادي الذي توفره الأصول المشتراة من خلال حساب التنمية الفردية، من إيجاد وتعظيم فرص المشاركة الفعالة للأشخاص المستضعفين اجتماعيًا مثل الأقليات العرقية والنساء في المؤسسات الاقتصادية والاجتماعية والسياسية في ظل ظروف تعزز رفاهيتهم وقدراتهم.

### التأثير النفسي
تظهر الدراسات التي تتناول العلاقة بين الأصول الأسرية ورفاهية الأطفال آثارًا إيجابية على تقدير الذات لدى المراهقين، في حالة توفر الأصول الأسرية الأعلى. جادل العلماء أيضًا بأنه عندما يمتلك الأشخاص أصولًا أو يشاركون في أنشطة بناء الأصول فإنهم يدمجون شعورهم بأن لديهم مصلحة في المجتمع، وبالتالي يدفعون اهتمامًا أكبر بشكل إدراكي ويشاركون أكثر في الأنشطة الاقتصادية والمدنية والسياسية.